# 因河畔基希多夫 (奥地利)
因河畔基希多夫是奥地利上奥地利州因克赖斯地区里德县的一个市镇。总面积14平方公里，总人口604人，人口密度43.1人/平方公里（2005年）。